# Cung điện Oskar Schöen (Sosnowiec)
Cung điện Oskar Schöen còn được gọi là Cung điện New Schöen - một trong hai nơi cư trú của gia đình Schöen, nằm trên sự hợp nhất của các quận và, tại thời điểm thành lập, khu định cư: Ostra-Gorka và Sielec, ở bờ trái của Dòng sông Đen. Trên thực tế cung điện nằm ở trung tâm của Sosnowiec

## Kiến trúc
Là cung điện duy nhất trong rừng thông, nó nằm ở trung tâm thành phố (1 Maja Street 19). Trên tòa nhà theo lối chiết trung của cung điện, một tòa tháp tân cổ điển đặc trưng theo phong cách gothic Anh. Ngoài ra, hầu hết các phần của tòa nhà là phong cách tân gothic , nhưng cũng là những đặc điểm có thể nhìn thấy trong phong cách tân La Mã, Neo-Baroque và Art Nouveau . Cung điện ở phía đông bắc của nó có một nhà kính. Trong quá trình cải tạo và thích nghi của cung điện cho nhu cầu của tư pháp, vườn cam đã được phủ trên mái nhà và chuyển đổi thành không gian văn phòng.
Nội thất của cung điện được đặc trưng bởi vô số các yếu tố trang trí, điển hình của thời đại. Phần trung tâm của nội thất cung điện là một hội trường và một cầu thang ngoạn mục dẫn lên tầng 1. Phòng khiêu vũ 2 tầng tráng lệ với nội thất đầy phong cách dựa trên các mẫu từ giữa thế kỷ 18. Sự lãng mạn của nội thất của các cư dân của Schons là các cầu thang uốn lượn ẩn giấu và lối đi bí mật trong các bức tường.
Ban đầu, từ phía nam và phía đông, nó được bao quanh bởi một công viên rộng lớn và những tảng đá. Sau khi tái thiết khu vực trung tâm, sau Thế chiến II, công viên vẫn còn ở dạng tàn dư và ngày nay nó là một khu vực rừng, liền kề với bờ sông.
Khu vườn xung quanh đã được đăng ký di tích tỉnh theo Số đăng ký 1370/88 ngày 10 tháng 2 năm 1988.

## Lịch sử
Được dựng vào năm 1900 - 1903  theo phong cách chiết trung, được ủy quyền bởi Oskar Schöna. Tòa nhà được xây dựng trên một mảnh đất, được mua lại vào năm 1885 bởi gia đình Schon, từ Bá tước Mortimer-Tschischky , trên bờ sông Black Przemsza. Chủ sở hữu ban đầu đã bị giết trong cuộc cách mạng diễn ra vào năm 1905. Cung điện từng là nơi sinh sống của Franz và Emma Schön.
Trong cuộc nổi dậy Silesian đầu tiên, năm 1919, tòa nhà của cung điện là trụ sở của cuộc nổi dậy với trụ sở của lực lượng bảo vệ plebiscite, chuẩn bị cho cuộc nổi dậy III Silesian thực hiện năm 1921 .
Các vụ cháy nổ vào năm 1907 và Thế chiến I đã làm suy thoái tình hình tài chính của gia đình, do đó cung điện được cho một tòa án thuê. Vào năm 1923, tòa nhà đã được điều chỉnh để là một tòa án, trong thời kỳ chiếm đóng của Đức, nó là trụ sở của Deutsches Haus. Từ năm 1945, nó đã tái lập vị trí của một tòa án.